# Autoba lurida
Autoba lurida là một loài bướm đêm trong họ Erebidae.